# Batalion Wolonterów płk. Jana Rafałowicza
I Batalion Wolonterów płk. Jana Rafałowicza – polski oddział piechoty wchodzący w skład wojsk powstańczych okresu insurekcji kościuszkowskiej. 

## Formowanie i walki
Batalion został sformowany w Warszawie na przełomie kwietnia i maja 1794 przez płk. Jana Rafałowicza.
20 kwietnia Rada Zastępcza Tymczasowa opublikowała zarządzenie w sprawie rekrutacji trzech jednostek wolonterskich. Zezwolenie na rekrutację wydane Rafałowiczowi obejmowało cyrkuły I (staromiejski) i II (nowomiejski). Do 28 maja zwerbowano 253 ludzi. 2 czerwca 148 z nich odesłano na Pragę do obozu gen. mjr. Karola Sierakowskiego, a resztę przekazano  oddziałom regularnym. Rafałowicz werbował jednak dalej i 22 czerwca miał już 266 głów. Rekruci pochodzili między innymi z zaciągu 5-dymowego. Tak sformowany batalion wszedł w skład  dywizji gen. mjr. Sierakowskiego i ruszył przeciw korpusowi Derfeldena. Na przełomie sierpnia i września  do batalionu Rafałowicza wcielono około 300 żołnierzy milicji pieszej województwa brzeskiego ppłk. Kuleszy i liczył on wtedy 557 żołnierzy. 19 września w bitwie pod Terespolem jednostka straciła  3 oficerów, 16 podoficerów i 334 szeregowych.
27 września, stacjonujący w obozie pod Wiszniowem, batalion liczył 202 żołnierzy, w tym 102 chorych i rannych. Po bitwie pod Maciejowicami początkowo nie wrócił do szeregu nikt. Zebrał się dopiero 15 października w Warszawie w sile 95 głów, a pod koniec miesiąca liczyło około 150 żołnierzy. W obronie Pragi batalion nie walczył. Wymaszerował razem z garnizonem Warszawy po kapitulacji miasta.

## Żołnierze batalionu
Organizatorem i dowódcą batalionu był płk Jan Rafałowicz. Majorem batalionu był, przybyły zza kordonu rosyjskiego, mjr. Łączyński. W batalionie służyli także: por. Asyłowiski, por. Nieczyński, chor. Wysocki i chor. Oświęcimski.